# Sofiane Selmouni
Sofiane Selmouni, né le 22 septembre 1989 à Oran (Algérie), est un athlète français, spécialiste des courses de demi-fond.

## Biographie
Sofiane débute l'athlétisme en 2009 à l'âge de vingt ans. Cette année-là, il dépanne son premier club, l’Ac Illzach Kingersheim, sur 800 m, et boucle la course en 1 min 58 s 80. Depuis, il progresse chaque saison à pas de géants. Formé en Alsace par Taifour El Houssein, il rejoint Lille et le groupe d’Alain Lignier lors de la saison 2013-2014. Son talent éclate enfin au grand jour avec un premier chrono sous les 1 min 46 s et, cerise sur le gâteau, une première sélection en équipe de France pour les championnats d’Europe de Zurich.
L'année 2015 est ponctuée par un échec, il ne se qualifie pas pour les championnats du Monde à Pekin et est éliminé en series du 800 m des championnats de France à Villeneuve d'Ascq. Malgré un début de saison prometteur avec un temps d'1 min 45 s 98 à Oordegem (Belgique).
En 2016, il obtient deux médailles nationales. Une en argent sur le 1 500 m des championnats de France indoor à Aubières en février, l'autre en argent sur le 800 m des championnats de France outdoor à Angers en juin.
Il est sélectionné pour les championnats d'Europe à Amsterdam mais échoue dans sa quête des qualifications pour les Jeux olympiques de Rio.
En septembre 2016, il décide de revenir s'entraîner dans sa région d'origine en Alsace.
En février 2017, il devient champion de France en salle du 1 500 m dans le temps de 3 min 55 s 04.
Le 21 juin 2018, il écope de 12 mois de suspension ferme pour trois manquements à ses obligations de localisation ("no show") en moins d'un an auprès de l'Agence française de lutte contre le dopage.
Le 5 janvier 2019, alors qu'il est toujours sous le coup de sa suspension pour défaut de localisation, il annonce la fin de sa carrière.
Côté études, il est titulaire d'une licence en management et communication.
En avril 2025, il a été mis en examen et écroué, soupçonné d’avoir commis un vol avec arme et une escroquerie dans le Haut-Rhin, près de Mulhouse.

## Palmarès

### International
| Date | Compétition                    | Lieu     | Résultat | Épreuve | Performance   |
| ---- | ------------------------------ | -------- | -------- | ------- | ------------- |
| 2017 | Championnats d'Europe en salle | Belgrade | 6e       | 1 500 m | 3 min 46 s 70 |

### National
- Championnats de France d'athlétisme :
  - 1 500 mètres : vainqueur en 2017, 3e en 2014, 2e en 2016
- Championnats de France d'athlétisme en salle :
  - 1 500 mètres : vainqueur en 2017, 2e en 2016

## Records
| Épreuve | Épreuve   | Performance   | Lieu                | Date            |
| ------- | --------- | ------------- | ------------------- | --------------- |
| 800 m   | Plein air | 1 min 45 s 94 | Montreuil-sous-Bois | 7 juillet 2014  |
| 800 m   | Salle     |               |                     |                 |
| 1 000 m | Plein air | 2 min 21 s 44 | Schifflange         | 5 août 2012     |
| 1 000 m | Salle     | 2 min 21 s 98 | Metz                | 25 février 2015 |
| 1 500 m | Plein air | 3 min 36 s 12 | Monaco              | 21 juillet 2017 |
| 1 500 m | Salle     | 3 min 39 s 88 | Karlsruhe           | 4 février 2017  |